# Skittles
Skittles (дословно с англ. — «кегли») — бренд жевательных конфет с фруктовым вкусом компании Mars Inc. Каждая конфета имеет твёрдую сахарную глазурь с напечатанной на ней буквой S (не всегда), причём цвет глазури определяется вкусом. Внутренняя часть в основном состоит из сахара, кукурузного сиропа и гидрогенизированного пальмоядрового масла, а также фруктового сока, лимонной кислоты, натуральных и искусственных ароматизаторов.

## Варианты
Конфеты выпускаются в различных вариантах вкусов и цветов. Каждая упаковка содержит конфеты нескольких (как правило, пяти) различных вкусов и цветов. Некоторые варианты выпускаются в свет на ограниченное время, продаются не везде и упаковываются по-разному. Skittles в красной упаковке имеет вкусы апельсина, клубники, лайма, лимона и чёрной смородины; в фиолетовой — персика-манго, вишни-лимонада, арбуза-клубники.